# Екологична ниша
Екологична ниша е мястото, което популацията на даден вид заема в биоценозата и функцията, която тя изпълнява в нея. Тя зависи от приспособеността на популацията към абиотичните фактори на средата и от сложните ѝ биотични взаимоотношения с популациите на другите организми.
Обособяването на екологични ниши е начин за намаляване на конкуренцията, което увеличава възможностите на популацията за адаптиране в рамките на биоценозата.
Терминът Екологична ниша е въведен от Гринел за обозначаване на най-дребната единица на разпространение на вида.
Елтън подчертава, че нишата е мястото на дадения организъм в биотичната среда, в смисъла на неговите хранителни връзки.